# Dolf Pouw
Dolf Pouw (1941) è un ex cestista olandese.

## Carriera
Con i Paesi Bassi ha disputato i Campionati europei del 1961.